# Мій братик мумія (книжкова серія)
Мій братик Мумія — голландська серія дитячих книг, написана Тоскою Ментен . Перша книга, Мій братик Мумія та Золотий Скарабей, була опублікована в 2009 році. Відтоді щороку виходить нова назва. Книги отримали кілька нагород.
- 2009 - Мій братик мумія і золотий скарабей
- 2010 - Мій братик мумія і гробниця Ахнетута
- 2011 - Мій братик мумія та Сфінкс Шакаби
- 2012 - Мій братик мумія і маска Себека-Ра
- 2013 - Мій братик мумія і танок кобри
- 2014 - Мій братик мумія і зоря Тубан
- 2015 - Мій братик мумія і барабани Массуби
- 2016 - Мій братик мумія і смарагд Нілу
- 2017 - Мій братик мумія і таємниця Тумси
- 2018 - Мій братик мумія та скарби Сохорро
- 2020 -Мій братик мумія - молодий принц в Стародавньому Єгипті
- 2021 - Мій братик мумія - тунель Пту

Ілюстрації були зроблені Elly Hees . З книги 11 (частина 0 з 2020 року) ілюстрації зроблені Гертом Гратама . Серію видає Van Goor, що входить до складу видавництва Unieboek . Книги Dummie the Mummy також видаються в Німеччині, Польщі, Франції, Італії, Литві, Болгарії, Словенії, Румунії, Туреччині, Ірані та Австралії.
У 2014 році на екрани кінотеатрів вийшов фільм «Мумія Даммі» . У 2015 році вийшов другий фільм: Мумія Даммі та Сфінкс Шакаби, заснований на третій книзі, а в 2017 році третій фільм, Мумія Даммі та Гробниця Ахнетоета, заснований на другій книзі. У сезоні 2017/2018 на екрани театру вийшов мюзикл «Мумія-чайник» .
Перші п'ять книг також були опубліковані як аудіокниги видавництвом Рубінштейн . Їх переказав письменник. і звичайно нова частина 2020 року молодий принц з Єгипту.